# Llista de doctors honoris causa per la Universitat Oberta de Catalunya
Llista de persones investides com a doctors honoris causa per la Universitat Oberta de Catalunya (actualitzada a gener de 2018).
- Alejandro Jadad (2018)
- Hanna Damásio (2012)
- Aina Moll Marquès (2012)
- Brenda M. Gourley (2011) (impulsora de la universitat oberta)
- Sir Timothy Berners-Lee (2008)
- Alain Touraine (2007)
- Jordi Pujol (2006)
- William J. Mitchell (2006)
- Tony Bates (2005) (director d'educació a distància de la Universitat de la Colúmbia Britànica)
- Josep Laporte (2003)

## Font
- Llistat de doctors i doctores honoris causa a la web de la Universitat Oberta de Catalunya